# ديفيد بوردي
ديفيد بوردي (بالإنجليزية: David Purdie)‏ هو لاعب كرة قدم بريطاني في مركز حراسة المرمى، ولد في 1966. لعب مع كوين أوف ساوث.